# Christopher Gordon (Squashspieler)
Christopher Gordon (* 17. Juli 1986 in New York) ist ein US-amerikanischer Squashspieler.

## Karriere
Christopher Gordon gewann in seiner professionellen Karriere bislang sechs Titel auf der PSA World Tour. Seine höchste Platzierung in der Weltrangliste erreichte er mit Position 44 im Mai 2013. Im Jahr 2013 wurde er erstmals US-amerikanischer Meister, nachdem er mehrere Jahre die Meisterschaft stets hinter Julian Illingworth abgeschlossen hatte. Bei Panamerikanischen Spielen gewann er bislang vier Medaillen. 2011 in Guadalajara unterlag er im Endspiel des Doppelwettbewerbs an der Seite von Julian Illingworth den Mexikanern Arturo Salazar und Eric Gálvez. Mit der US-amerikanischen Mannschaft gewann er sowohl Bronze. 2015 kamen zwei weitere Bronzemedaille hinzu: Im Doppelwettbewerb mit Chris Hanson und mit der Mannschaft. Mit der Nationalmannschaft nahm er 2005, 2007, 2009, 2011, 2013, 2017 und 2019 an Weltmeisterschaften teil.

## Erfolge
- Vize-Panamerikameister: 2008
- Panamerikameister mit der Mannschaft: 2008, 2016
- Gewonnene PSA-Titel: 6
- Panamerikanische Spiele: 1 × Silber (Doppel 2011), 3 × Bronze (Mannschaft 2011 und 2015, Doppel 2015)
- US-amerikanischer Meister: 2013